# Wallbach (Taunus)
Wallbach, vor der Gebietsreform in Hessen postalisch als Wallbach (Taunus) bekannt, ist ein Kirchdorf und Ortsteil der Gemeinde Hünstetten im südhessischen Rheingau-Taunus-Kreis.

## Geographie
Wallbach entstand am linken Ufer des gleichnamigen Bachlaufs. Seit 1972 gehört die ehemals politisch selbständige Gemeinde der im Rahmen der Gebietsreform neu gebildeten Gemeinde Hünstetten an und ist mit gut 1.000 Einwohnern viertgrößter der zehn Ortsteile. Wegen seiner zentralen Lage wurde Wallbach zum Sitz der Gemeindeverwaltung von Hünstetten bestimmt.
Westlich von Wallbach verläuft die Bundesstraße 417, die sogenannte Hühnerstraße. Unmittelbar an dieser Fernstraße befindet sich das Hofgut Hühnerkirche.

## Geschichte
Erstmals urkundlich erwähnt wurde Wallbach in einer Urkunde aus dem Jahr 1363, mit der ein Claiß von Walebach und dessen Frau Metze von der Priorin und dem Konvent zu Walsdorf ein Hofgut in Fackenhofen pachten. Das Dorf stand unter der Herrschaft des Bistums Trier und wurde vom Gericht im benachbarten Bleidenstadt aus verwaltet.
1425 stiftete der Trierer Erzbischof Otto von Ziegenhain dem Ort eine kleine, dem heiligen Valentin von Terni geweihte Kapelle. Sie war zunächst der Pfarrei in Strinz-Trinitatis zugeordnet, 1609 folgte die Angliederung an die Pfarrei Limbach. An der Stelle der Kapelle wurde 1753 die noch heute vorhandene evangelische Kirche errichtet.
Für 1566 sind 22 und für 1610 24 Haushaltungen überliefert.
Am 28. August 1883 erhielt der Ort ein eigenes Schulhaus.
Am 31. Dezember 1971 schlossen sich im Zuge der Gebietsreform in Hessen die damaligen Gemeinden Beuerbach, Kesselbach, Ketternschwalbach, Limbach, Strinz-Trinitatis und Wallbach freiwillig zur neuen Gemeinde Hünstetten zusammen. Für alle ehemals eigenständigen Gemeinden wurden Ortsbezirke mit Ortsbeirat und Ortsvorsteher gebildet. Im zentral gelegenen Wallbach wurde für die Gemeindeverwaltung ein Neubaukomplex errichtet.

## Wappen
Am 20. Februar 1968 wurde der Gemeinde Wallbach im damaligen Untertaunuskreis ein Wappen mit folgender Blasonierung verliehen: In Silber ein rotes, mit silbernen Ringen belegtes Schrägkreuz, im oberen Winkel eine rote Rose mit goldenem Butzen und grünen Kelchblättern, im unteren ein grünes Dreiblatt.